# Steve Bauer
Stephen Todd "Steve" Bauer (nascido em 12 de junho de 1959) é um ex-ciclista profissional canadense que competia em provas de estrada. Conquistou uma medalha de prata nos Jogos Olímpicos de 1984 em Los Angeles, competindo por Canadá na prova de estrada individual. Em Atlanta 1996 ele terminou na quadragésima primeira colocação, competindo na mesma prova.